# Fissuraspis ulmi
Fissuraspis ulmi (лат.) — вид полужесткокрылых насекомых-кокцид подсемейства Ancepaspidinae из семейства щитовки (Diaspididae).

## Распространение
Северная Америка: США (Алабама, Арканзас, Джорджия, Миссиссиппи, Техас, Флорида).

## Описание
Мелкие щитовки (длина взрослой особи менее 1 мм). Имеют очень крупные шипы пигидиальных желез на второй стадии личинок. Вентральные поверхности белые, прилегают к насекомому, за исключением брюшка, где она обычно прилипает к оболочке. Первые экзувии на переднем конце, нежные, покрыты секрецией, бледно-жёлтые, когда удалены, чёрные на стадии 2 экзувии просвечивают, когда находятся на месте. Самцы белые, 0,8 мм длиной и 0,3 мм шириной, стороны параллельные, концентрически кольчатые, концевые экзувии покрыты белым секретом, бледно-жёлтые, задний конец открыт для выхода самца. Длина взрослого самца 0,56, длина со сложенными крыльями 0,75 мм. Взрослая самка 0,44—0,59 мм длиной, 0,39 мм шириной; дерма мембранная. Fissuraspis ulmi питается на растениях семейства мальвовые (Malvaceae) и вязовые (Ulmaceae).

## Классификация
Вид был впервые описан в 1927 году под названием Crypthemichionaspis ulmi Hoke. Род выделен в 1937 году. Феррис (1941) предполагал, что существует какая-то связь с Nicholiella и Fissuraspis и Pelliculaspis.